# 費多里夫卡 (日托米爾區)
50°31′31″N 28°45′56″E / 50.52528°N 28.76556°E
費多里夫卡（烏克蘭語：Федорівка），是烏克蘭的村落，位於該國北部日托米爾州，由日托米爾區負責管轄，始建於1657年，面積0.83平方公里，海拔高度206米，2001年人口266，人口密度每平方公里320.1人。